# Abíxevo
Abíxevo (en rus: Абышево) és un poble d'Udmúrtia, a Rússia, el 2008 tenia 28 habitants. Pertany al raion d'Alnaixi.